# Garissa
Garissa – miasto we wschodniej Kenii, nad rzeką Tana, ośrodek administracyjny hrabstwa o tej samej nazwie. Według spisu powszechnego z 2019 roku miasto liczy 163,4 tys. mieszkańców. Ośrodek handlowo-usługowy regionu hodowli bydła, przemysł spożywczy, węzeł drogowy, w mieście znajduje się lotnisko. 
W 2 kwietnia 2015 roku na Garissa University College miał miejsce atak terrorystycznej organizacji Asz-Szabab na chrześcijan, podczas którego napastnicy zamordowali 150 osób.